# Snellenius hippotionus
Snellenius hippotionus är en stekelart som beskrevs av Austin och Paul C. Dangerfield 1993. Snellenius hippotionus ingår i släktet Snellenius och familjen bracksteklar. Inga underarter finns listade i Catalogue of Life.